# Thomas J. Walsh

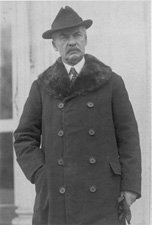
Thomas J. Walsh

Thomas James Walsh (* 12. Juni 1859 in Two Rivers, Manitowoc County, Wisconsin; † 2. März 1933 bei Wilson, North Carolina) war ein US-amerikanischer Politiker (Demokratische Partei), der den Bundesstaat Montana im US-Senat vertrat.

## Leben
Nach dem Schulbesuch arbeitete Walsh zunächst selbst als Lehrer, ehe er an der University of Wisconsin–Madison ein Jurastudium begann und 1884 an der dortigen juristischen Fakultät seinen Abschluss machte. Im selben Jahr wurde er in die Anwaltskammer aufgenommen, woraufhin er in Redfield im Dakota-Territorium eine Kanzlei eröffnete. 1890 zog er nach Helena in Montana.

## Politik
1906 bewarb sich Walsh erstmals um einen Sitz im Senat in Washington, unterlag jedoch dem Republikaner Joseph Dixon. Sechs Jahre später trat er wiederum gegen Dixon an und war diesmal erfolgreich. In den folgenden Jahren wurde er dreimal als Senator bestätigt. Während seiner insgesamt 20 Jahre im Kongress war Walsh unter anderem Vorsitzender des Bergbauausschusses und des Pensionsausschusses.
Thomas Walsh war zwischen 1922 und 1923 als Vorsitzender eines Untersuchungsausschusses maßgeblich an der Aufklärung des Teapot-Dome-Skandals beteiligt. Weitere Schwerpunkte seiner politischen Arbeit waren der Kampf gegen die Kinderarbeit und der Einsatz für das Frauenwahlrecht. Er stand den Democratic National Conventions 1924 in New York und 1932 in Chicago jeweils als Chairman vor.
Im Jahr 1933 wurde Walsh vom neu gewählten US-Präsidenten Franklin D. Roosevelt als Attorney General in dessen Kabinett berufen. Er wollte per Zug nach Washington reisen, um die Ernennung persönlich anzunehmen, starb jedoch während der Fahrt in der Nähe der Stadt Wilson in North Carolina. Das für ihn vorgesehene Amt übernahm Homer Stille Cummings.